# Mervyn Warren
Pour les articles homonymes, voir Warren.
Mervyn Warren est un compositeur américain de musiques de films, arrangeur, chef d'orchestre et producteur de musique, né le 29 février 1964  à Huntsville, Alabama (États-Unis).

## Filmographie

### Comme compositeur
- 1994 : Silent Bomb
- 1995 : The Wharf Rat (TV)
- 1997 : Shaq Steel (Steel)
- 2001 : Un mariage trop parfait (The Wedding Planner)
- 2002 : Une promenade inoubliable / Le Temps d'un Automne (A Walk to Remember)
- 2003 : Honey
- 2003 : Marci X
- 2006 : Pizza Time (TV)
- 2006 : Un mariage malgré tout ! (Wedding Wars) (TV)

### Comme acteur
- 1992 : Take 6: All Access [vidéo]
- 1996 : La Femme du prédicateur (The Preacher's Wife) : le pianiste
- 1998 : D'une vie à l'autre (Living Out Loud) :  le pianiste du Jasper's House Band's